# Щербачёв, Дмитрий Григорьевич
Дми́трий Григо́рьевич Щербачёв (6 [18] февраля 1857 — 18 января 1932, Ницца) — русский военачальник, генерал от инфантерии. Участник Первой мировой войны. В годы Гражданской войны — видный деятель Белого движения.

## Биография
Дмитрий Щербачёв родился 6 (18) февраля 1857 года.
Православный. Из дворян Петербургской губернии. Старший сын генерал-майора Г. Д. Щербачёва.
Окончил Орловскую военную гимназию (1873) и Михайловское артиллерийское училище (1876), откуда был выпущен подпоручиком в 3-ю конно-артиллерийскую батарею. Переведён прапорщиком (30 августа 1877) в лейб-гвардии конно-артиллерийскую бригаду. Подпоручик (16 апреля 1878). Поручик (12 апреля 1881).
В 1884 году окончил Николаевскую академию Генерального штаба по первому разряду. Состоял при Петербургском военном округе. С 15 ноября 1884 — старший адъютант штаба 2-й гвардейской пехотной дивизии. Цензовое командование ротой отбывал в лейб-гвардии Егерском полку (8 декабря 1886 — 23 октября 1887). С 9 мая 1889 — обер-офицер для поручений при штабе войск гвардии и Петербургского военного округа. Подполковник (21 апреля 1890). С 21 мая 1890 — старший адъютант штаба войск гвардии и Петербургского ВО. Полковник (17 апреля 1894). Цензовое командование батальоном отбывал в лейб-гвардии Егерском полку (29 апреля — 09 сентября 1894).
С 28 сентября 1898 — начальник штаба 2-й гвардейской пехотной дивизии. С 20 июня 1901 — командир 145-го пехотного Новочеркасского полка. С 10 мая 1903 — командир Павловского лейб-гвардии полка. Генерал-майор (10 мая 1903).
Во время событий 9 января 1905 Щербачёв командовал особым гвардейским отрядом, состоявшим из двух батальонов лейб-гвардии Преображенского, двух батальонов лейб-гвардии Павловского полков и батальона лейб-гвардии Артиллерийской бригады. Отряд Щербачёва разогнал рабочую демонстрацию на Невском проспекте. Участвовал в подавлении беспорядков в Кронштадте и бунта в лейб-гвардии Сапёрном батальоне. Был назначен в Свиту Его Величества.
С 23 июня 1906 — начальник 1-й Финляндской стрелковой бригады.
С 24 января 1907 — начальник Николаевской военной академии. Под руководством генерала Щербачёва в академии были проведены реформы с учётом опыта русско-японской войны и привлечены новые, молодые, талантливые преподаватели, в том числе полковники Головин, Незнамов, Болдырев, Кельчевский и др. Генерал-лейтенант (29 ноября 1908).
С 1912 — командир 9-го армейского корпуса, вступил с ним в Первую мировую войну.

### Первая мировая война
Корпус Щербачёва участвовал в Галицийской битве в составе 3-й армии Юго-Западного фронта. После успешных боёв на Золотой и Гнилой Липе генерал Щербачёв проявил инициативу и овладел Львовом, за что был награждён орденом Св. Георгия 4-й степени. Также был награждён Георгиевским оружием
За то, что в боях под гор. Львовом и в особенно упорных боях под гор. Рава-Русская проявил особую настойчивость и неутомимую энергию по управлению войсками корпуса, благодаря коим достигнутые результаты существенно повлияли на успешный ход боевой операции, причем войсками взято много орудий, зарядных ящиков, боевых припасов, пленных, и непосредственное падение гор. Львова обязано его распоряжениям.
Активный участник Рава-Русской операции. В середине сентября 1914 возглавил осадный отряд (6,5 дивизий), осуществлявший осаду крепости Перемышль. 24 сентября (7 октября) провёл неудачный штурм крепости, нанося основной удар у Седлиски. 25 сентября (8 октября) к крепости начали подходить полевые австро-венгерские войска, и 9 сентября (8 октября) осадный отряд генерала Щербачёва был расформирован.
5 апреля 1915 года генерал Щербачёв был назначен командующим 11-й армией на Карпатах. Армия была создана на Юго-Западном фронте между 8-й армией Брусилова и 9-й армией Лечицкого. Первоначально в армию вошли XXII и XVIII АК. Против армии Щербачёва развертывалась Южная германская армия генерала Линзингена. Под командованием генерала Щербачёва армия участвовала в Карпатской операции и стратегическом отступлении 1915 года, начавшемся после Горлицкого прорыва. Щербачёву удалось благополучно отвести свою армию на Днестр и нанести сильный контрудар Южной германской армии. За эту частную победу во время общего отступления генерал Щербачёв был удостоен ордена Св. Георгия 3-й степени
За отличное руководство действиями войск вверенной ему армии в боях второй половины августа 1915 года, из коих особенно успешными были бои 24-25-го августа под Островом и Драгановкой и в боях 11-15-го и 22-25-го сентября и 8-го октября 1915 года, причем войсками этой армии за период с 17-го августа по 10-е октября взято в плен 934 офицера и 52895 нижних чинов и захвачено 36 орудий и 149 пулеметов.
В октябре 1915 года был произведён в генералы от инфантерии, назначен генерал-адъютантом и командующим 7-й армии Юго-Западного фронта. Руководил действиями 7-й армии в зимней операции 1915 года на Стрыпе. Под его командованием 7-я армия одержала ряд побед на реке Стрыпе во время Брусиловского наступления летом-осенью 1916 года.

### Февральская революция
После Февральской революции, в начале апреля 1917 года был назначен помощником короля Фердинанда I, главнокомандующего армиями Румынского фронта, созданного в декабре 1916 г. в связи с разгромом румынской армии и необходимостью предотвратить угрозу для южных российских территорий. Фактически генерал Щербачёв являлся главнокомандующим армиями фронта — в подчинении у него находились четыре русские и две румынские армии.
В июле 1917 года русско-румынские войска фронта нанесли поражение австро-германским войскам под Мэрэшти, однако генералу Щербачёву не удалось развить этот успех из-за телеграммы председателя Временного правительства Керенского, потребовавшего остановить наступление в связи с прорывом немцев у Тарнополя. В июле—августе 1917 года русско-румынские войска с успехом отразили под Мэрэшешти наступление 11-й германской армии фельдмаршала Макензена.

### Конец 1917 — начало 1918 года
После Октябрьской революции в Петрограде генералу Щербачёву удалось на некоторое время сдержать разложение войск фронта под воздействием революционных событий и большевистской агитации. Щербачев добился того, что фронтовой комитет 30 октября 1917 принял решение о непризнании советской власти.
В конце 1917 года была налажена связь между штабом фронта и генералом М. В. Алексеевым, прибывшим на Дон, куда стекались противники советской власти. В результате на Румынском фронте возникла идея о создании Корпуса русских добровольцев для последующей его отправки на Дон. В начале ноября 1917 года в Яссах из офицеров, не признавших введение выборного начала в армии и украинизацию местных воинских частей, была создана организация, целью которой стало формирование надёжного отряда, способного стать основой для создания новой всероссийской армии. Организация эта впоследствии объединила не только офицеров, но и солдат. Её работой в первое время руководил сам генерал Щербачёв.
В последние месяцы 1917 года Щербачёву пришлось в исключительно сложной обстановке лавировать между румынами, петроградским Совнаркомом, правительством Украинской Центральной рады (затем - правительством Украинской Народной Республики - после официального провозглашения Центральной Радой независимости Украины) и молдавским Сфатул Цэрием, провозгласившим Молдавскую народную республику.
В ноябре 1917 года поддержал решение Украинской Центральной рады (провозгласившей Украинскую Народную Республику, находящуюся в федеративной связи с Россией) об объединении войск Юго-Западного и Румынского фронтов бывшей Русской армии в единый Украинский фронт и 23 ноября был назначен командующим войсками Украинского фронта Действующей армии Украинской Народной Республики. Французские военные представители на Румынском фронте (в Яссах находился штаб генерала Бертло), поддержав генерала Щербачёва, дали согласие на начало переговоров с австро-германцами. 20 ноября (3 декабря) 1917 генерал Щербачёв обратился к фельдмаршалу Макензену и эрцгерцогу Иосифу с предложением немедленно начать переговоры о перемирии. Переговоры начались через два дня и закончились 26 ноября (9 декабря) в Фокшанах заключением перемирия между объединёнными русско-румынскими и германо-австрийскими войсками. Это позволило Щербачёву приступить к подавлению большевистского влияния в армии. В ночь на 5 (18) декабря он поручил войскам, верным Центральной раде, занять все штабы. За этим последовало разоружение румынами тех частей, в которых было сильно влияние большевиков. Оставшись без оружия и продовольствия, русские солдаты были вынуждены в жестокий мороз пешком уходить в Россию.
В декабре 1917 румынские войска с согласия генерала Щербачёва вторглись в Бессарабию — под предлогом охраны русских и румынских границ и поддержания порядка и спокойствия в тылу Румынского фронта. В январе 1918 г между советскими войсками и румынами начались боевые действия. Румынская дивизия, перебравшаяся на левый берег Днестра, была разгромлена. Мирные переговоры закончились 5 марта подписанием договора в Яссах. Румыния обязалась очистить Бессарабию. Однако на помощь Румынии пришла Германия. В тот же день румынское правительство подписало договор с Австро-Венгрией и Германией, одним из условий которого была передача Бессарабии Румынии.
13 января 1918 года Щербачёв постановлением СНК РСФСР объявлялся «врагом народа» и ставился «вне закона».
18 апреля 1918 года Щербачёв отказался от должности и сообщил об этом союзным послам в Яссах. После этого он уехал в имение, предоставленное ему румынским королём.

### Гражданская война
В ноябре 1918 после капитуляции Германии прибыл в Бухарест, где вступил в переговоры с представителем союзного командования генерал Анри Бертло. На этой встрече Щербачёву был вручён Большой крест Почётного легиона.
Добился согласия Бертло на помощь белым войскам. 30 декабря 1918 прибыл в Екатеринодар, где был назначен военным представителем русских армий при союзных правительствах и союзном Верховном командовании. 3 января 1919 встретился с атаманом Красновым, договорился с ним об объединении сил Донской армии Краснова и Добровольческой армии Деникина.
В начале января 1919 года через Сербию и Италию прибыл в Париж. Создал представительство (с участием генералов Палицина и Гермониуса), ведавшее снабжением белых армий, пытался формировать добровольческие части из русских военнопленных. В феврале 1919 года адмирал А. В. Колчак подтвердил должность Щербачёва. Выехав 27 мая 1919 из Парижа вместе с М. С. Аджемовым и В. В. Вырубовым, Щербачёв прибыл 8 июня в Екатеринодар в ставку Деникина, где ему удалось склонить Деникина к признанию верховной власти адмирала Колчака.
Приказом № 7 от 4 сентября 1919 года Щербачев объявил о награждении 17 солдат и офицеров Русского легиона во Франции Георгиевскими наградами «за оказанные ими подвиги на французском фронте». Седьмым в списке значился ефрейтор, будущий Маршал Советского Союза, Родион Малиновский, награждённый Георгиевским крестом III степени. Об этой награде Р. Я. Малиновский так и не узнал: в момент издания приказа он уже воевал в рядах Красной армии, как и многие его однополчане по Русскому легиону.
В мае 1920 года из-за разногласий с генералом бароном П. Н. Врангелем относительно приемлемости совместных действий с Польшей отказался от должности и по совету А. В. Кривошеина был заменён генералом Е. К. Миллером. Исходя из оценки международной обстановки, Щербачёв считал, что отказ в помощи полякам более соответствует интересам Белого движения: по его мнению, в случае полного разгрома поляков Красной Армией Франция для защиты Польши могла бы прийти к необходимости выставить большую армию против советских войск и начать масштабные боевые действия, либо победившая Красная Армия была бы отвлечена в Польше или даже Германии. И в том, и в другом случае положение Русской армии Врангеля сильно бы облегчилось.

### В эмиграции
В 1920 году переехал из Парижа в Ниццу, где жил на пенсию, назначенную ему румынским правительством. Монархист-легитимист, член Государева Совещания при Великом князе Кирилле Владимировиче (Императоре Кирилле I). 
Скончался 18 января 1932 года в Ницце. Похоронен с отданием воинских почестей батальоном французских альпийских стрелков на русском кладбище Кокад. На похоронах присутствовали главнокомандующий румынской армией маршал Презан, представитель французской армии генерал Вари, генералы Юденич, Томилов, Витковский, Масловский, Постовский и др.

## Награды

### Российские
- Орден Святого Станислава 3-й ст. (1879);
- Орден Святой Анны 3-й ст. (1885);
- Орден Святого Станислава 2-й ст. (1888);
- Орден Святого Владимира 4-й ст. (1891);
- Орден Святой Анны 2-й ст. (1896);
- Орден Святого Владимира 3-й ст. (1899);
- Орден Святого Станислава 1-й ст. (1905);
- Орден Святой Анны 1-й ст. (05.06.1911);
- Орден Святого Георгия 4-й ст. (ВП 27.09.1914);
- Орден Святого Владимира 2-й с мечами (ВП 19.02.1915)
- Георгиевское оружие (ВП 23.04.1915);
- Орден Святого Георгия 3-й ст. (ВП 27.10.1915).
- Орден Белого Орла с мечами (1915);
- Орден Святого Александра Невского с мечами (ВП 06.07.1916).

### Иностранные
- Французский Орден Почётного легиона, офицерский крест (1897);
- Румынский Орден Короны, командорский крест (1899);
- Ольденбургский Орден Петра-Фридриха-Людвига, офицерский крест (1903);
- Итальянский Орден Святых Маврикия и Лазаря, командорский крест (1903);
- Французский Орден Почётного легиона, командорский крест (1911);
- Китайский Орден Двойного Дракона 2-й ст. 3-го кл. (1911);
- Черногорский Орден Князя Даниила I 1-й ст. (1912);
- Сербский Орден Святого Саввы 1-й ст. (1912);
- Французский Орден Почётного легиона, большой крест (1918);
- Румынский Орден Михая Храброго 3-й ст. (1917);
- Румынский Орден Михая Храброго 2-й ст. (1917).

## Семья
Жена — Надежда Александровна Марина́ (1.03.1872, Санкт-Петербург — 27.08.1962, Ницца), дочь генерал-майора Александра Аполлоновича Марина (1824—1901) и графини Софьи Михайловны Цукатто. Общественный деятель. В эмиграции во Франции жила в Ницце. Участвовала в общественной жизни местной русской колонии. В 1920—1930-е годы была председателем Комитета «Дня русского ребёнка» в Ницце. Похоронена на кладбище Кокад.
Дети:
- Екатерина Дмитриевна (15.08.1892, Санкт-Петербург — 3.05.1980, Буэнос-Айрес, Аргентина). Была замужем за полковником лейб-гвардии Сапёрного полка Александром Александровичем Вадиным (3.07.1889, Карс — 30.08.1956, Буэнос-Айрес, Аргентина), сыном генерал-майора Александра Николаевича Вадина (1866—1946). В эмиграции жила в Бельгии, затем в Аргентине.
- Софья Дмитриевна (9.06.1894, Санкт-Петербург — 10.06.1989, Брюссель, Бельгия), вторая жена (с 9.09.1916 (с 13.08.1923 в разводе)) генерал-майора Э. Г. Валя. Похоронена в Ницце.
- Александр Дмитриевич (20.08.1899 — 30.01.1958, Воркута); окончил Пажеский корпус (1916) и с 1917 года служил в лейб-гвардии Конной артиллерии, был личным адъютантом начальника Штаба армий Румынского фронта; в 1918 году уволен в запас и в эмиграции жил до мая 1945 года в Праге, а с приходом советских войск арестован и отправлен в заключение в Воркуту.
- Мария Дмитриевна (30.01.1903 — 10.02.1972, Прага). Была замужем (с 18.07.1928, Прага) за Владимиром Трефильевичем Рафальским (17.06.1886, Санкт-Петербург — 12.05.1945, Прага), секретарём посольств в Риме (1917) и Праге (1918), где он представлял Временное правительство России; с приходом в 1945 году советских войск в Прагу был арестован НКВД СССР и выбросился из окна.